# Galería de arte de Sudbury
La galería de Arte de Sudbury es una galería de arte situada en Gran Sudbury, Ontario.
Fundada en 1967 por la cámara de comercio de la ciudad en los proyectos del centenario del Centenario de Canadá, la galería está ubicada en el sitio histórico de las artes y cerca de la mansión Arts and Crafts. Fue originalmente conocido como el Museo de la Universidad Laurentian y el Centro de Arte, o Lumac, y adoptó su nombre actual en 1997.
El 27 de octubre de 2010, la galería ha anunciado que comenzará a recaudar fondos para la construcción de una nueva edificación, con 14 000 pies cuadrados (1300 m²) de galerías, que se llamará el Franklin Carmichael Gallery, con una fecha límite de 2014.